# Riksdagen 1765–1766
Riksdagen 1765-1766 ägde rum i Stockholm.

## Riksdagen
Kallelsebrevet till riksdagen hade utfärdats av kung Adolf Fredrik med ett öppet brev av den 2 september 1764, men inställelsedag i Stockholm den 15 januari 1765. Riksdagens högtidliga öppnande hölls den 24 januari 1765 i Rikssalen av kungen.
Det viktiga valet av lantmarskalk föll på Mösspartiets kandidat Thure Gustaf Rudbeck, som fick 532 röster. 415 röster tillföll Axel von Fersen den äldre, som tillhörde Hattpartiet. De övriga ståndens talmän blev följande:
- Prästeståndet: Ärkebiskopen Magnus Beronius
- Borgarståndet: Borgmästaren i Stockholm Gustaf Kierman
- Bondeståndet: Josef Hansson från Lösens socken och Kinds härad

Riksdagen innebar slutet på hattregeringen och början på ett kortvarigt mösstyre. Det var under denna tid som världens första tryckfrihetsförordning antogs, genomdrivet av Mösspartiet med bland annat Anders Chydenius initiativkraft.
Riksdagen avslutades den 21 oktober 1766.

## Associerade händelser
- Hofmanska upproret - Bonden Sven Hofman startar ett uppror i trakten runt Borås då hans val som riksdagsman ogiltigförklaras